# Ichthyodes freyi
Ichthyodes freyi là một loài bọ cánh cứng trong họ Cerambycidae.